# Bette Davis Eyes
"Bette Davis Eyes" là một bài hát được thể hiện lần đầu tiên bởi nghệ sĩ thu âm người Mỹ Jackie DeShannon nằm trong album phòng thu thứ 17 của bà, New Arrangement (1975). Bài hát trở nên nổi tiếng với phiên bản hát lại từ nghệ sĩ thu âm người Mỹ Kim Carnes cho album phòng thu thứ sáu của bà, Mistaken Identity (1981). Nó được phát hành vào ngày 10 tháng 3 năm 1981 như là đĩa đơn đầu tiên trích từ album bởi EMI America Records. "Bette Davis Eyes" được viết lời bởi DeShannon và Donna Weiss, trong khi phần sản xuất cho phiên bản của Karnes được thực hiện bởi Val Garay. Được lấy cảm hứng sau khi DeShannon xem bộ phim năm 1942 Now Voyager do nữ diễn viên Bette Davis thủ vai chính, bản gốc của bài hát được thu âm theo phong cách jazz vào thập niên 1920, trước khi được thay đổi theo âm hưởng của new wave kết hợp với những yếu tố từ soft rock trong bản hát lại mang nội dung đề cập đến một cô gái mang nhiều nét ngoại hình như Davis, nhưng lại là một người không có tính cách tốt.
Sau khi phát hành, phiên bản hát lại "Bette Davis Eyes" của Karnes nhận được những phản ứng tích cực từ các nhà phê bình âm nhạc, trong đó họ đánh giá cao chất giọng của nữ ca sĩ cũng như quá trình sản xuất nó. Ngoài ra, bài hát còn gặt hái nhiều giải thưởng và đề cử tại những lễ trao giải lớn, bao gồm ba đề cử giải Grammy cho Thu âm của năm, Bài hát của năm và Trình diễn giọng pop nữ xuất sắc nhất tại lễ trao giải thường niên lần thứ 24, và chiến thắng hai giải đầu. "Bette Davis Eyes" cũng tiếp nhận những thành công ngoài sức tưởng tượng về mặt thương mại với việc đứng đầu các bảng xếp hạng ở hơn 21 quốc gia, bao gồm những thị trường lớn như Úc, Pháp, Đức, Ý, Na Uy, Tây Ban Nha và Thụy Sĩ, đồng thời lọt vào top 10 ở hầu hết những quốc gia nó xuất hiện. Tại Hoa Kỳ, nó đạt vị trí số một trên bảng xếp hạng Billboard Hot 100 trong chín tuần liên tiếp, trở thành đĩa đơn quán quân đầu tiên và duy nhất của Karnes và là đĩa đơn thành công nhất năm 1981 tại đây.
Video ca nhạc cho "Bette Davis Eyes" được đạo diễn bởi Russell Mulcahy, trong đó bao gồm những cảnh Karnes trình diễn bài hát trong một câu lạc bộ với ban nhạc và những vũ công. Để quảng bá bài hát, nữ ca sĩ đã trình diễn nó trên nhiều chương trình truyền hình và lễ trao giải lớn, bao gồm American Bandstand, Fridays, Solid Gold và Top of the Pops, cũng như trong nhiều chuyến lưu diễn của bà. Được ghi nhận là bài hát trứ danh trong sự nghiệp của Karnes, "Bette Davis Eyes" đã được hát lại và sử dụng làm nhạc mẫu bởi nhiều nghệ sĩ, như Kylie Minogue, Gwyneth Paltrow, Taylor Swift và Brandon Flowers, cũng như xuất hiện trong nhiều tác phẩm điện ảnh và truyền hình, bao gồm American Horror Story, Cold Case, That's My Boy và Raising Hope. Ngoài ra, bài hát còn nằm trong nhiều album tuyển tập và trực tiếp của bà, bao gồm Gypsy Honeymoon: The Best of Kim Carnes (1993), Live at Savoy, 1981 (1999) và The Best of Kim Carnes (2005).

## Danh sách bài hát
Đĩa 7"
1. "Bette Davis Eyes" – 3:47
2. "Miss You Tonite" – 5:13

## Xếp hạng
| Bảng xếp hạng (1981)                  | Vị trí cao nhất |
| ------------------------------------- | --------------- |
| Úc (Kent Music Report)                | 1               |
| Áo (Ö3 Austria Top 40)                | 2               |
| Bỉ (Ultratop 50 Flanders)             | 5               |
| Canada (RPM)                          | 2               |
| Canada Adult Contemporary (RPM)       | 1               |
| Đan Mạch (IFPI)                       | 4               |
| Châu Âu (European Hot 100 Singles)    | 1               |
| Pháp (IFOP)                           | 1               |
| Đức (Official German Charts)          | 1               |
| Ireland (IRMA)                        | 5               |
| Ý (FIMI)                              | 1               |
| Hà Lan (Dutch Top 40)                 | 16              |
| Hà Lan (Single Top 100)               | 17              |
| New Zealand (Recorded Music NZ)       | 2               |
| Na Uy (VG-lista)                      | 1               |
| Nam Phi (Springbok Radio)             | 1               |
| Tây Ban Nha (AFYVE)                   | 1               |
| Thụy Điển (Sverigetopplistan)         | 4               |
| Thụy Sĩ (Schweizer Hitparade)         | 1               |
| Anh Quốc (OCC)                        | 10              |
| Hoa Kỳ Billboard Hot 100              | 1               |
| Hoa Kỳ Adult Contemporary (Billboard) | 15              |
| Hoa Kỳ Dance Club Songs (Billboard)   | 26              |
| Hoa Kỳ Mainstream Rock (Billboard)    | 5               |

| Bảng xếp hạng (1981)                 | Vị trí |
| ------------------------------------ | ------ |
| Australia (Kent Music Report)        | 6      |
| Austria (Ö3 Austria Top 40)          | 16     |
| Belgium (Ultratop 50 Flanders)       | 37     |
| Canada (RPM)                         | 2      |
| Denmark (IFPI)                       | 4      |
| France (IFOP)                        | 4      |
| Germany (Official German Charts)     | 10     |
| Italy (FIMI)                         | 5      |
| Netherlands (Dutch Top 40)           | 132    |
| New Zealand (Recorded Music NZ)      | 6      |
| South Africa (Springbok Radio)       | 2      |
| Switzerland (Schweizer Hitparade)    | 2      |
| UK Singles (Official Charts Company) | 2      |
| US Billboard Hot 100                 | 1      |

| Bảng xếp hạng (1980-89) | Vị trí |
| ----------------------- | ------ |
| US Billboard Hot 100    | 2      |

| Bảng xếp hạng                | Vị trí |
| ---------------------------- | ------ |
| US Billboard Hot 100         | 17     |
| US Billboard Hot 100 (Women) | 6      |

## Chứng nhận
| Quốc gia | Chứng nhận | Số đơn vị/doanh số chứng nhận |
| --- | ---------- | ----------------------------- |
| Úc (ARIA) | Vàng       | 50.000^                       |
| Canada (Music Canada) | Bạch kim   | 100.000^                      |
| Pháp (SNEP) | Bạch kim   | 1,190,000                     |
| Ý (FIMI) | Vàng       | 15.000‡                       |
| Anh Quốc (BPI) | Bạc        | 250.000‡                      |
| Hoa Kỳ (RIAA) | Vàng       | 1.000.000^                    |
| * Chứng nhận dựa theo doanh số tiêu thụ. ^ Chứng nhận dựa theo doanh số nhập hàng. ‡ Chứng nhận dựa theo doanh số tiêu thụ và phát trực tuyến. |            |                               |